# Amcha Deutschland
Amcha Deutschland (Eigenschreibweise AMCHA) ist ein gemeinnütziger Verein mit Sitz in Berlin, der unabhängig, überparteilich und konfessionell ungebunden die gleichnamige israelische Organisation finanziell und ideell unterstützt. Neben dem Verein besteht die Amcha-Stiftung Deutschland.
Amcha (hebräisch für: ‚Dein Volk‘) ist die zentrale, 1987 gegründete Organisation in Israel zur psychosozialen, nicht-materiellen und präventiv ausgerichteten Hilfe für Überlebende des Holocaust und ihre Nachkommen. Gegründet als jüdische Selbsthilfeorganisation nehmen heute jedes Jahr mehr als 16.000 Menschen die Hilfe von Amcha in Israel in Anspruch. Es gibt 15 Zentren, 380 Psychotherapeuten, Gerontologen, Physiotherapeuten und Sozialarbeiter werden beschäftigt. Gründer war Manfred Klafter.

## Die Arbeit von Amcha in Israel

### Hilfsangebote
Therapien
In 15 Zentren in Israel bietet Amcha professionelle psychologische, soziale und psychosoziale Hilfe für Holocaust-Überlebende und der Holocaust-Nachfolgegeneration. Um besser auf die besonderen Bedürfnisse der Klienten eingehen zu können, hat Amcha spezielle therapeutische Ansätze entwickelt, die eine Vielzahl expressiver und kreativer Herangehensweisen einschließen und soziale, psychologische und gerontologische Therapien integrieren. Die Dokumentation der persönlichen Lebensgeschichte oder die psychiatrische Konsultation zählen ebenso zu diesem integrativen Ansatz. Dabei werden die sozialen, mentalen, körperlichen und finanziellen Verhältnisse und Möglichkeiten der Klienten berücksichtigt. Amcha bietet Einzel- und Gruppentherapien an.
Amcha Sozialclubs
Aufbauend auf dem Prinzip der therapeutischen Gemeinschaft verfolgen die Amcha-Sozialclubs das Ziel, die Leiden der Holocaust-Überlebenden zu lindern. In Ergänzung zu den umfassenden mentalen Rehabilitationsangeboten wird den Klienten ein Ort der Gemeinschaft von Menschen geboten, die dasselbe Schicksal teilen. Sowohl professionelle Therapeuten, als auch Kunst-, Bewegungs- und Entspannungslehrer bieten Beschäftigung und Rehabilitation an.
Hausbesuche
Durch Hausbesuche unterstützt Amcha jene Klienten, die aufgrund eingeschränkter oder fehlender Mobilität an ihr Zuhause gebunden sind. Der Grad der Hilfsbedürftigkeit variiert dabei stark. Diejenigen Klienten, die an komplexen sozialen Defiziten oder Krankheiten leiden, werden darin unterstützt, solange wie möglich selbstständig ihren Alltag gestalten zu können. Die häusliche Betreuung durch Amcha, die auch in Krankenhäusern, Altenheimen, Pflegestationen und Hospizen angeboten wird, ergänzt die Dienste kommunaler Organisationen, die zumeist nur begrenzt in der Lage sind, den besonderen Bedürfnissen der Holocaust-Überlebenden nachzukommen.

### Klienten
Holocaust-Überlebende der ersten Generation
Überlebende leiden oftmals an der Kombination von posttraumatischen Symptomen und altersbedingter Depression und Isolation. Die Überlebenden sind überwältigt von Schuldgefühlen, Sorgen, Albträumen und Angst vor imaginären Gefahren und wirklichen Katastrophen. Der Verlust von Bindungen und langjährigen Freunden, soziale Isolation und Einsamkeit, der Rückzug aus der Arbeitswelt und der Mangel an ökonomischer Sicherheit bedürfen aufgrund der posttraumatischen Belastungen im fortschreitenden Alter umso stärker einer Hilfe. Auch die posttraumatischen Symptome verstärken sich durch das physische Altern. Die Zahl derer, die psychologische und soziale Betreuung benötigen, wächst.
Kinderüberlebende
Als Kinderüberlebende werden Überlebende bezeichnet, die bei Kriegsende nicht älter als 16 Jahre alt gewesen sind. Kinder-Überlebende erfuhren Krieg und Vertreibung in unterschiedlichen Entwicklungsphasen und erlitten während der langen Jahre im Versteck oder der Trennung von der Familie durch die extremen Verluste und Entbehrungen schwere Schädigungen. Andererseits haben Kinderüberlebende eine Vielzahl ungewöhnlicher Überlebensstrategien entwickelt, die oft ein ganzes Leben lang erhalten blieben. Mit dem fortschreitenden Altern nehmen auch die seelischen Leiden von Kinderüberlebenden zu. Einfache Veränderungen in dieser Phase des Lebens lösen alte Assoziationen aus, verursachen Depressionen und eine starke Reaktion auf die bedeutenden Verluste während ihrer Kindheit: Das Ausgestoßen sein als Kind, der Mangel an elterlichem Schutz und Konflikte um die persönliche Identität.
Nachfolgende Generationen
Kinder der Überlebenden verinnerlichen unbewusst die oftmals unterdrückten Gefühle der Eltern im Prozess der transgenerationellen Übertragung. Sie tragen die Last des Holocaust und der damit für die Eltern verbundenen Trauer in sich: Sie wollen die Leere füllen, die die ermordeten Verwandten hinterlassen haben, um ihre Eltern über ihre vielfältigen Verluste hinwegzutrösten. Die Kinder von Überlebenden tendieren zu einem „psychologischen Profil“, das eine Mischung aus besonderen Stärken aber auch starker Verwundbarkeit in belastenden Situationen beschreibt.

## Aufgaben und Ziele von Amcha Deutschland

### Hilfe für die Überlebenden des Holocaust in Israel
Durch die finanzielle Unterstützung der Arbeit von Amcha Israel wird die nicht-materielle, psychologische, soziale und psychosoziale Hilfe für Holocaust-Überlebende und ihre Nachkommen unterstützt und gefördert. Neben der Stiftungstätigkeit sind insbesondere Spenden und Kirchenkollekte Teil der finanziellen Unterstützung.

### Förderung lebendiger Erinnerungskultur in Deutschland
Dem Leitsatz Gedenken, aber die Überlebenden nicht vergessen folgend verbindet Amcha Deutschland die Erinnerung an die Vergangenheit mit der Verantwortung für Gegenwart und Zukunft. Die Geschichte des Holocaust soll vermittelt und eine Auseinandersetzung mit Antisemitismus und Rassismus in Deutschland gefördert werden. Zudem soll über die Spätfolgen des Holocaust oder Themenkomplexe wie dem Überlebenden-Syndrom informiert werden.
Städtemitgliedschaften
Durch die Mitgliedschaft von Städten bei Amcha Deutschland soll eine Erinnerungskultur gefördert werden, die lokal, aber über alle Grenzen hinweg, die Erinnerung an die Verbrechen des Nationalsozialismus verbindet mit der Verantwortung für ein vergangenheitsbewusstes Denken und Handeln in der Gegenwart. Bisher haben sich folgende Städte zu einer Mitgliedschaft entschlossen: Eberswalde, Celle und Oranienburg. Regelmäßig werden vor Ort etwa Begegnungen mit Zeitzeugen oder Benefizkonzerte durchgeführt. Das Denkmalprojekt Wachsen-mit-Erinnerung der Künstler Horst Hoheisel und Andreas Knitz etwa verbindet die Erinnerung an die während der Novemberpogrome zerstörte Eberswalder Synagoge durch Buchstabenspenden für die humanitäre Hilfe von Amcha in Israel. Das Denkmal wurde am 9. November 2013 von Bundespräsident Joachim Gauck eingeweiht.
Bürgerwerkstätten
In den Bürgerwerkstätten kommen engagierte Menschen, Jugendliche und Erwachsene, Bürger unterschiedlicher Religionen und sozialer Herkunft mit Zeitzeugen, Psychologen, Theologen und Historikern ins Gespräch und diskutieren die Verantwortung für Vergangenheit, Gegenwart und Zukunft anhand des Holocaust.

### Einsatz für eine gerechte und nachhaltige deutsche Politik der Entschädigung
Im Zusammenwirken mit anderen Organisationen und Akteuren ist Amcha Deutschland um eine gerechte und nachhaltige deutsche Politik der Entschädigung bemüht, die alle Opfern des Nationalsozialismus einbezieht. Vor dem Hintergrund der Spezifität des Holocaust bemüht sich Amcha Deutschland insbesondere um die Verbesserung der Lebensverhältnisse von Überlebenden des Holocaust.

### Unterstützung Hilfesuchender in Deutschland
Amcha Deutschland versteht sich als Netzwerkstelle für Menschen, die in Deutschland psychosoziale, psychologische und soziale Hilfe vor dem Hintergrund der Spätfolgen des Holocaust benötigen.

## Geschichte von Amcha Deutschland
Eine Entschädigung für psychische Spätfolgen für die Opfer des Holocaust hat es weder in der Bundesrepublik Deutschland noch in der DDR bis 1990 gegeben.
Erst im April 1990 hatten sich die Fraktionen des ersten frei gewählten Parlaments der DDR zur Mitverantwortung an den deutschen Verbrechen bekannt. Von der damaligen Regierung der DDR unter Ministerpräsident Lothar de Maizière sind als Ausdruck dieses Bekenntnisses finanzielle Mittel bereitgestellt worden, die es noch heute ermöglichen, die Arbeit von Amcha in Israel aus der Amcha-Stiftung Deutschland heraus zu unterstützen. Stifter ist der 1990 ins Leben gerufene Amcha Deutschland e. V. Durch spätere Zustiftungen deutscher Organisationen und Unternehmen konnte das Stiftungskapital weiter aufgestockt werden. Bereits 1988 hatte sich in Bonn ein Verein der Freunde und Förderer von Amcha e. V. gegründet. Beide Vereine fanden 1995 unter dem Namen Amcha Deutschland e. V. zusammen.

## Vereinsgremien, Unterstützer

### Vorstand des Vereins (seit 2024)
- Lukas Welz, Vorsitzender
- Rouven Sperling, stellvertretender Vorsitzender
- Elmar Esser, Schatzmeister
- Martin Auerbach
- Juliette Brungs
- Marina Chernivsky
- Holger Michel
- Sabine Sundermann

### Mitglieder des Ehrenrats
- Christine Bergmann (SPD), Bundesministerin für Familie, Frauen, Senioren und Jugend a. D.
- Klaus Engelhardt, Landesbischof der Evangelischen Landeskirche Baden a. D.
- Charlotte Knobloch, ehemalige Präsidentin des Zentralrats der Juden in Deutschland, ehemalige Vizepräsidentin des Jüdischen Weltkongresses, Präsidentin der Israelitischen Kultusgemeinde München und Oberbayern
- Renate Schmidt (SPD), Bundesministerin für Familie, Frauen, Senioren und Jugend a. D.
- Rita Süssmuth (CDU), Präsidentin des Deutschen Bundestages a. D.
- Wolfgang Thierse (SPD), Präsident des Deutschen Bundestages a. D.
- Hans-Jochen Vogel (SPD), Bundesminister a. D., ehemaliger Regierender Bürgermeister von Berlin und Bürgermeister der Stadt München sowie Kanzlerkandidat der SPD

Ehemalige Mitglieder des Ehrenrats
- Christoph Brückner (1929–2019), Ehrenpräsident des Deutschen Roten Kreuzes
- Georg Hüssler (1921–2013), Ehrenpräsident des Deutschen Caritasverbandes

### Mitglieder des Stiftungskuratoriums
- Christian Staffa, Studienleiter Evangelische Akademie Berlin-Brandenburg, ehemaliger Geschäftsführer der Aktion Sühnezeichen Friedensdienste, Vorsitzender des Kuratoriums
- Stephan J. Kramer, ehemaliger Generalsekretär des Zentralrats der Juden in Deutschland, stellvertretender Vorsitzender des Kuratoriums
- Hans Ulrich Anke, Präsident des Kirchenamtes der EKD
- Georg Cremer, Generalsekretär des Deutschen Caritasverbandes
- Natan Kellermann, ehemaliger Klinischer Direktor von Amcha Israel
- Reinhold Robbe, Wehrbeauftragter des Deutschen Bundestages a. D., ehemaliger Präsident der Deutsch-Israelischen Gesellschaft
- Klaus-Henning Rosen, Ministerialdirektor a. D., Publizist
- Hermann Simon, Direktor der Stiftung Neue Synagoge Berlin – Centrum Judaicum

### Vorstand der Stiftung
- Matthias Gülzow, Vorsitzender
- Susanne Krause-Hinrichs, stellvertretende Vorsitzende
- Daniel Schüle (Geschäftsführer Deutsche Verkehrswacht), Schatzmeister

### Weitere Unterstützer
Zu den weiteren Unterstützern von Amcha in Israel und Deutschland zählten und zählen: Simon Wiesenthal (1908–2005), Jakob Hirsch, Giora Feidman, Jehuda Bacon. Noach Flug war Vorsitzender von AMCHA Israel.

## Presseberichte
- SPIEGEL Online über die Arbeit von Amcha in Israel vom 24. Januar 2014: Holocaust, ein Leben lang
- Günther Jauch spendet im Rahmen der Sendung „Die 2 – Gottschalk & Jauch gegen ALLE“ seinen Gewinn an AMCHA Deutschland e. V.
- Bericht über die Amcha-Klientin Halina Ashkenazy auf SPIEGEL Online vom 24. Januar 2014
- Porträt der in Sderot lebenden Amcha-Klientin Esfir Gershmann